# Завершающий штрих

Сигнатура Карла Великого на документе, выполненном 31 августа 790 года: собственноручным является только v-образный так называемый завершающий штрих внутри ромба

Завершающий штрих — это собственноручно выполненная часть подписи властителя на средневековом документе.
Обычно монограмма властителя на документе практически полностью рисовалась писцом (составлявшим документ). Только малая деталь опускалась, с тем чтобы быть дополненной властителем для вступления документа в законную силу.
Изначально монограмма заменяла собственноручную подпись несамостоятельных или не обученных письму меровингских властителей. Однако так как рисование — часто достаточно сложной — монограммы было также не легко для правителя, она подготавливалась заранее и лишь заканчивалась властителем с помощью завершающего штриха.
Завершающий штрих можно найти на каролингских и оттонских документах.